# Donald Rumbelow
Donald Rumbelow (*1940) es un criminólogo británico ligado a la policía de la ciudad de Londres y a su Museo del Crimen, y también ligado a la Asociación Británica de Escritores de Crímenes (Britain's Crime Writers' Association)..

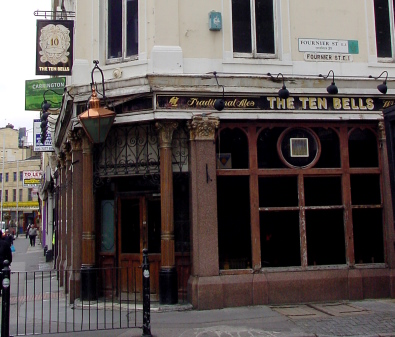
Pub "The Ten Bells".

Rumbelow es un experto en cuanto a investigaciones respecto de Jack el Destripador, e incluso se desempeña como guía turístico del llamado "Circuito de Jack el Destripador", en el cual se visitan los lugares donde se cometieron los "Crímenes de Whitechapel". Las guías turísticas indican que el "Tour de Rumbelow" lleva unas dos horas en ser completado. La caminata turística comienza en Torre Hill, al noroeste de la Torre de Londres, y termina en The Ten Bells, un pub victoriano frecuentado por las víctimas Annie Chapman y Mary Kelly. Durante el paseo, Rumbelow resume los asesinatos de Jack el Destripador, y explica cómo eran las zonas de Spitalfields y Whitechapel del East End de Londres en 1888, año en el que ocurrieron los famosos crímenes.
En complemento de estas actividades, en distintos momentos Rumbelow también ha efectuado disertaciones (conferencias) más detalladas sobre estos crímenes, y ha tomado parte en varios documentales referidos a Jack el Destripador.
Rumbelow está casado y tiene dos hijos.

## Libros de Donald Rumbelow
- Donald Rumbelow, I Spy Blue: Police and Crime in the City of London from Elizabeth I to Victoria, Verlag Macmillian, 1971.
- Donald Rumbelow, Houndsditch Murders, Verlag Macmillian, 1973.
- Donald Rumbelow, Judy Hindley, Colin King, Detection (Know how books), Usborne Publishing Ltd, 1978.
- Donald Rumbelow, Triple Tree, Harap, 1982.
- Donald Rumbelow, The Complete Jack the Ripper (True Crime), Penguin Books Ltd, 1988 ISBN 0-14-017395-1,
- Stewart P. Evans, Donald Rumbelow, Jack the Ripper: Scotland Yard Investigates, Sutton Publishing, 2007 ISBN 0-7509-4228-2.